# Adolphe Dechamps

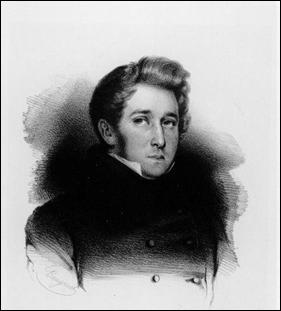
Portret van Adolphe Dechamps door Charles Baugniet

Adolphe Joseph Dechamps (Melle, 18 juni 1807 - Manage (kasteel van Scailmont), 19 juli 1875) was een Belgisch politicus en minister voor de Katholieke Partij. 

## Levensloop
Dechamps was een zoon van Joseph Adrien Dechamps (Morlanwelz 1773 - Fayt-lez-Seneffe 1852), stichter en directeur van het pensionaat van de Jozefieten in Melle, en van Alexandrine Denuit. 
Een andere zoon van het echtpaar Dechamps-Denuit, was de latere kardinaal en aartsbisschop Victor-Augustus Dechamps.
Dechamps' vader was suppleant bij de verkozenen voor het Nationaal Congres, maar werd niet opgeroepen om effectief te zetelen. Hij werd burgemeester van Seneffe en was ook inspecteur voor het lager onderwijs. Hij was ook lid van de beheerraad van een paar koolmijnen.
Adolphe studeerde aan het pensionaat te Melle en aan het Sint-Jozefscollege in Aalst, maar het is vooral bij zijn vader dat hij vele jaren privé-onderwijs volgde. Hij studeerde ook een paar jaar aan het Museum voor Wetenschappen en Letteren in Brussel (tot 1830). Als journalist (1830) stond hij sterk onder invloed van de Lamennais. Hij werkte mee aan de Journal des Flandres in Gent en de L'Émancipation in Brussel. Hij was medestichter van La Revue de Bruxelles en medewerker van de Revue Générale. Voor en na de Belgische Revolutie frequenteerde hij de salons van Isidore Plaisant waar een niet onbelangrijk deel van de Brugse intelligentsia bijeenkwam.
Adolphe Dechamps trouwde in 1832 met Joachime Bailly en ze kregen zeven kinderen.
Dechamps werd unionistisch en vervolgens katholiek volksvertegenwoordiger. Verkozen in 1834 voor het arrondissement Aat, oefende hij het mandaat uit tot in 1847, onmiddellijk gevolgd door een verkiezing voor het arrondissement Charleroi, tot in 1857. Na anderhalf jaar werd hij opnieuw volksvertegenwoordiger voor dit arrondissement en behield dit mandaat tot in 1864. In de Kamer was hij een van de voornaamste leiders van de katholieke fractie. Van 1842 tot 1843, toen beide ambten nog verenigbaar waren, was hij ook gouverneur van de provincie Luxemburg.
Als minister van Openbare Werken (april 1843 – juni 1845) droeg hij bij tot de uitbreiding van het spoorwegnet. Manage werd hierbij een belangrijk knooppunt. Zijn beleid als minister van Buitenlandse Zaken (juli 1845 – augustus 1847) werd gekenmerkt door het afsluiten van een aantal handelsverdragen. Na de verkiezingen van 1848, die de meerderheid van de liberalen inluidde, werd hij de leider van de katholieke oppositie in de Kamer.
In 1856 werd Adolphe Dechamps benoemd tot minister van Staat.
Tijdens de regeringscrisis van 1863–1864 ontwierp hij het naar hem genoemde regeringsprogramma, dat echter door koning Leopold I werd afgewezen. 
Dechamps zette zich in voor de Congressen van Mechelen, maar verzette zich tegen de oprichting van een confessionele katholieke partij. 
Na zijn politieke loopbaan was hij bestuurder in tal van vennootschappen, onder meer:
- Charbonnages de Sars-Longchamps et Bouvy,
- Compagnie Centrale pour la Construction et l'Entretien du Matériel de Chemin de Fer,
- Chemins de Fer du Haut et du Bas Flénu,
- Banque Hypothécaire Belge,
- Banque de Crédit Foncier et Industriel,
- Société de Crédit Foncier et International,
- Compagnie du Chemin de Fer de Manage-Piéton,
- Chemin de Fer de la Meuse,
- Chemins de Fer du Nord.

Zijn participatie vond plaats in een samenwerking met de bankier André Langrand-Dumonceau. Toen deze bankbreuk leed, werd Dechamps meegesleurd en zowel zijn reputatie als zijn persoonlijk vermogen leden er zwaar onder.